# Sandy Hook (Maryland)
- Para la masacre, véase Masacre de la Escuela Primaria de Sandy Hook

---
Sandy Hook es un lugar designado por el censo ubicado en el condado de Washington en el estado estadounidense de Maryland. En el Censo de 2010 tenía una población de 188 habitantes y una densidad poblacional de 336,05 personas por km².

## Geografía
Sandy Hook se encuentra ubicado en las coordenadas 39°19′43″N 77°42′19″O / 39.32861, -77.70528. Según la Oficina del Censo de los Estados Unidos, Sandy Hook tiene una superficie total de 0.56 km², de la cual 0.56 km² corresponden a tierra firme y (0%) 0 km² es agua.

## Demografía
Según el censo de 2010, había 188 personas residiendo en Sandy Hook. La densidad de población era de 336,05 hab./km². De los 188 habitantes, Sandy Hook estaba compuesto por el 98.94% blancos, el 0% eran afroamericanos, el 0.53% eran amerindios, el 0% eran asiáticos, el 0% eran isleños del Pacífico, el 0% eran de otras razas y el 0.53% pertenecían a dos o más razas. Del total de la población el 0% eran hispanos o latinos de cualquier raza.